# Oeno
Het eiland Oeno ligt samen met Sandy op het Oeno-atol. Het eiland maakt deel uit van de Pitcairneilanden, een Britse kolonie, en is evenals Sandy onbewoond. Het eiland is met 5 km² het grootste binnen het atol en wordt slechts gescheiden door een smalle doorgang van Sandy (ten noordoosten van Oeno). Sandy wordt vaak als onderdeel van Oeno aangeduid, waarbij Oeno dan als het hele koraalatol met 5 eilandjes wordt aangeduid.
Het ligt op 122 km ten noordwesten van Pitcairn-eiland.

## Geschiedenis
Oeno werd ontdekt door kapitein Henderson in 1819. In 1824 kreeg het eiland zijn huidige naam, toen de walvisvaarder Oeno het eiland bezocht. Vele schepen zijn sindsdien op het eiland vergaan, waarvan de meest tragische in 1893. Bij het redden van de bemanning van dit schip, de Bowden, liep een van de inwoners van Pitcairn tyfus op. Bij aankomst op Pitcairn verspreidde de ziekte zich en doodde 13 inwoners van Pitcairn.
In 1902 werd het eiland onderdeel van de Britse kolonie Pitcairneilanden.

## Vakantie en activiteiten op het eiland
Het eiland wordt af en toe bezocht door de inwoners van Pitcairn, die het gebruiken als hun vakantie-eiland (vooral zonnebaden op de prachtige stranden) en die er de bladen van de schroefpalm (Pandanus) plukken, om er manden van te maken. Voor deze vakanties, die de helft van de bevolking van Pitcairn kunnen bevatten, is een dorp gebouwd door de Pitcairners zelf. Dit dorp wordt dus het grootste gedeelte van het jaar niet bewoond en bestaat uit een hotel en een aantal huizen. Door de overheid en bewoners van Pitcairn is er een plantage aangelegd met miro (strandpopulieren), als initiatief om verdere ontbossing tegen te gaan.

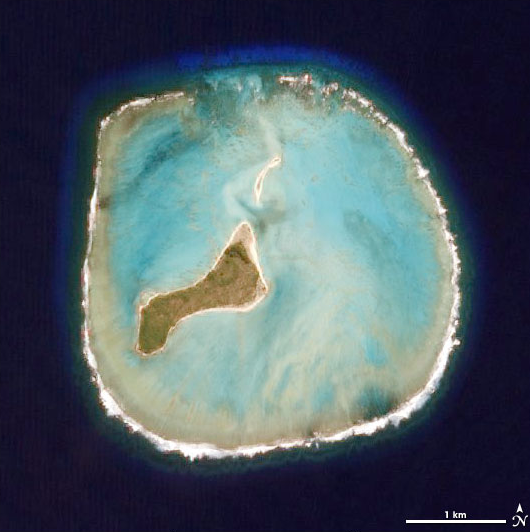
Satellietafbeelding van het Oeno eilandatol (NASA World Wind)

## Flora en fauna
Het eiland bevat na een opruimactie in 1997, zo goed als geen Polynesische ratten meer, waardoor de vogelpopulaties op het eiland zich weer hebben uitgebreid.
Zo bevat het eiland onder andere een grote populatie overwinterende zuidzeewulpen (Numenius tahitiensis). Verder bevat het zeevogels, zoals de Murphy's stormvogel (Pterodroma ultima), roodpootgent (Sula sula) en maskergent (Sula dactylatra).
Ook bevat het de grootste op het land levende geleedpotige: de klapperdief (Birgus latro), een krabbensoort.
In de lagune bevinden zich verder een groot aantal vissoorten.
De vegetatie is zeer gevarieerd. Het bevat onder andere de meest zuidoostelijke populatie van de zeer zeldzame Hedyotis romanzoffiensis (Familie Rubiaceae⇒Hedyotis) en de boom-tournefortia (Heliotropium arboreum, syn. Tournefortia argentea), die hier tot een exceptionele hoogte van acht meter kan groeien.